# Constantin de Barbaron
Constantin de Barberon ou de Baberon, ou Kostandin en arménien, (v. 1180 † 1262), dit le Grand Baron, est un seigneur de Barberon et de Partzerpert, de la famille des Héthoumides ou de Lampron. Il était fils de Vacaghk ou Vassag, seigneur de Barberon, de la branche cadette des seigneurs de Lampron.
Issu d'une branche cadette des Héthoumides, il était relativement proche de la famille royale, car Rita de Barberon, la sœur de son père, avait épousé Stéphane, prince roupénide, et était la mère du prince Roupen III et du prince puis roi Léon II.

## Biographie
Son cousin le roi Léon II le fait connétable du royaume. En 1216, il défend la forteresse de Kapan, assiégée par le sultan Kay Kâwus Ier, qui le fait prisonnier, avec son fils Constantin. Pour obtenir sa libération, Léon cède les forteresses de Loulon et de Lauzada. Léon meurt peu après, en 1219, laissant pour lui succéder Isabelle, une fille âgée de trois ans, et la régence est assurée par Adam de Baghras, assassiné en 1220, puis par Constantin.
Constantin négocie en 1221 le mariage d'Isabelle avec Philippe d'Antioche, qui est couronné roi. En acceptant le trône, Philippe avait pris l'engagement « qu'il vivrait à la mode arménienne, adopterait la foi et la communion des Arméniens et respecterait les privilèges de tous leurs nationaux ». Mais le jeune roi ne respecte pas ces engagements, et tente de remplacer les nobles influents de la cour par ses compatriotes. Il irrite ainsi ses nouveaux sujets, qui se révoltent sous la conduite de Constantin de Barberon. Philippe détrôné et assassiné en 1225, Constantin laisse Isabelle sur le trône, mais la marie à son fils Héthoum. Il avait ainsi réussi à amener la royauté dans sa famille, tout en lui laissant la légitimité nécessaire pour éviter une guerre civile entre les différents barons arméniens.

## Mariages et enfants
D'une première épouse inconnue, il eut :
- Stéphanie (v. 1200 † avant 1274), mariée en 1220 à Constantin, seigneur de Lampron.

En 1205, il épouse Alix de Lampron, fille d'Héthoum III, seigneur de Lampron, et de la roupénide Rita. Alix donna naissance à :
- Smbat le Connétable († 1276), seigneur de Barberon
- Héthoum Ier (1215 † 1270), roi d'Arménie
- Oshin († 1265), seigneur de Korikos
- Basil († 1275), archevêque de Sis
- Lewon (Léon) († 1258)
- Kalamaria (Marie) († 1263), mariée en 1237 à Jean d'Ibelin (1215 † 1266)
- Stéphanie (1217 † 1249), mariée en 1237 à Henri Ier de Lusignan (1217 † 1253), roi de Chypre
- Hripsimeh (Marguerite)

En troisièmes noces, Constantin épousa vers 1220 Biatr, qui donna naissance à :
- Yovhanes († 1289), évêque de Mavleon, puis archevêque de Sis
- Vacahk († 1285), seigneur de Gantschi
- Licos († 1266)
- une fille mariée à Simon Mansel, connétable d'Antioche
- Kostandin († 1308), seigneur de Neghir et de Perzerpert (Partzerpert), ancêtre des rois Constantin V et Constantin VI d'Arménie.

## Sources
- Foundation for Medieval Genealogy : Kostandin de Barbaron
- René Grousset, L'Empire du Levant : Histoire de la Question d'Orient, Paris, Payot, coll. « Bibliothèque historique », 1949 (réimpr. 1979), 648 p. (ISBN 978-2-228-12530-7), p. 396